# انتظار دل
انتظار دل، نام آلبومی است با صدای محمدرضا شجریان که با همکاری گروه اساتید، در آواز افشاری اجرا شد.

## شرح

### هنرمندان
- خواننده: محمدرضا شجریان
- سنتور: فرامرز پایور
- تمبک: محمد اسماعیلی
- سرپرست گروه: فرامرز پایور
- غزل از حافظ
- طرح: محمد عرفانیان
- خوشنویسی: محمد حیدری

#### همنوازان
- کمانچه: اصغر بهاری
- تار: جلیل شهناز
- سنتور: فرامرز پایور
- نی: محمد موسوی
- تمبک: محمد اسماعیلی

### ترانه‌ها
- پیش‌درآمد و رنگ: فرامرز پایور
- تصنیف ملکا: آهنگ پایور
- غزل حکیم سنائی
- تصنیف از کفم رها: شعر و آهنگ عارف قزوینی